# Casting Director
Ein Casting Director (wörtlich übersetzt: künstlerische Leiter oder Leiterin der Besetzungsabteilung), auch Caster genannt, arbeitet selbständig für eine Produktionsfirma oder ist Teil eines Produktionsunternehmens (auch Besetzungsbüro), bei Film- und Fernsehproduktionsgesellschaften oder im Veranstaltungswesen und ist zuständig für das Casting.
Ein Casting Director ist hauptsächlich in den Bereichen Film, Fernsehen, auch Theater oder Werbung tätig. Er verfügt über umfangreiche Kenntnisse über die Berufsgruppe der Schauspieler. Mit Hilfe von aktuellen Materialien der Schauspieler (Demobänder/Showreels, Fotos, Lebensläufe) sowie Besetzungsgesprächen, Cold Readings, Live- oder Online-Castings werden Auswahllisten für die zu besetzenden Rollen der jeweiligen Produktionen erstellt und schrittweise spezifiziert. Auftraggeber der Castingfirma ist der Filmproduzent, der Fernsehredakteur oder auch der Regisseur.